# Reprezentacja Liechtensteinu w piłce wodnej mężczyzn
Reprezentacja Liechtensteinu w piłce wodnej mężczyzn – zespół, biorący udział w imieniu Liechtensteinu w meczach i sportowych imprezach międzynarodowych w piłce wodnej, powoływany przez selekcjonera, w którym mogą występować wyłącznie zawodnicy posiadający obywatelstwo Liechtensteinu. Za jej funkcjonowanie odpowiedzialny jest Związek Pływacki Liechtensteinu (LS), który jest członkiem Międzynarodowej Federacji Pływackiej.

## Historia
Reprezentacja Liechtensteinu rozegrała swój pierwszy oficjalny mecz w eliminacjach do Mistrzostw Europy.

## Udział w turniejach międzynarodowych

### Igrzyska olimpijskie
Reprezentacja Liechtensteinu żadnego razu nie występowała na Igrzyskach Olimpijskich.

### Mistrzostwa świata
Dotychczas reprezentacji Liechtensteinu żadnego razu nie udało się awansować do finałów MŚ.

### Puchar świata
Liechtenstein żadnego razu nie uczestniczył w finałach Pucharu świata.

### Mistrzostwa Europy
Drużynie Liechtensteinu żadnego razu nie udało się zakwalifikować do finałów ME.